# Анаморфированный киноформат
Анаморфи́рованный киноформа́т, анаморфи́рованный форма́т — разновидность широкоэкранных кинематографических систем, использующих при съёмке и проекции кинофильма оптическое анаморфирование изображения. Анаморфированный формат для изготовления оригинального негатива использует специальный анаморфотный киносъёмочный объектив, который содержит цилиндрические линзы, и строит изображение с разными масштабами в вертикальном и горизонтальном направлениях. На киноплёнке такое изображение выглядит растянутым в высоту. При проекции готового фильма на экран в кинопроекторе используется аналогичная оптическая система, производящая обратную трансформацию изображения до нормальных пропорций.

## История
Впервые оптическое анаморфирование было применено в танковых приборах наблюдения, позволявших увеличить обзор по горизонтали до 180°. Первый анаморфотный объектив «Гипергонар» был разработан французом Анри Кретьеном и представлен Французской академии наук в 1927 году. 20 мая 1930 года в Париже состоялась премьера первого в мире широкоэкранного немого фильма «Возникновение огня», снятого анаморфотным объективом. Технология получила распространение только спустя два десятилетия, став одной из альтернатив слишком сложным панорамным киносистемам. Первой массовой широкоэкранной системой, использующей анаморфотную оптику для съёмки и проекции фильмов, снятых на одной 35-мм киноплёнке, стал формат «Синемаскоп» (англ. CinemaScope). Разработчиком стала кинокомпания «XX век Фокс», выпустившая на экраны первый фильм этого стандарта в 1953 году. Впоследствии «Синемаскоп» стал основой для большинства подобных форматов, и английское жаргонное слово Ско́уп (англ. Scope) стало обозначать любое кинематографическое изображение с соотношением сторон кадра 2,35:1 и близкими к этому. Современные стандарты цифрового кинематографа с экраном 2,39:1 также называются Scope, как ведущие происхождение от анаморфированных форматов, в противовес разновидности Flat с менее широким экраном 1,85:1, характерным для кашетированных форматов, снимаемых сферической оптикой — «плоских». 
«Широкоэкранный бум» начала 1950-х годов вынуждал кинопроизводителей изобретать новые форматы, повышающие зрелищность кинематографа. Рост популярности телевидения заставлял искать новые пути повышения качества кинопоказа. Анаморфированные форматы пришли на смену громоздким панорамным системам, использующим несколько плёнок при съёмке и проекции. Использование одной плёнки для получения широкоэкранного изображения давало огромное преимущество, поскольку несмотря на все усилия, обеспечить идентичность изображения на всех трёх плёнках панорамных форматов практически невозможно.
И, несмотря на распространённое в США в середине 50-х выражение «„Синемаскоп“ — это „Синерама“ для бедных», после появления первых анаморфированных фильмов началось бурное развитие широкоэкранного кино с использованием анаморфотной оптики.

## Технология
Анаморфирование предусматривает получение изображения с разным масштабом по вертикали и горизонтали. Визуально изображение на кадрике анаморфированного фильма выглядит вытянутым по вертикали. Круг отображается на киноплёнке вертикальным эллипсом.
Наибольшее распространение получил способ анаморфирования цилиндрическими линзами. Цилиндрическая система была встроена непосредственно в объектив или изготавливалась в виде афокальной насадки, которую можно было использовать со стандартной киносъёмочной оптикой. Это было одним из дополнительных преимуществ таких широкоэкранных систем, поскольку большинство уже существовавших на момент появления формата киносъёмочных аппаратов были пригодны для съёмки с анаморфотной насадкой. В советских камерах переход с обычного формата на широкоэкранный осуществлялся установкой анаморфотной насадки перед объективом и заменой кадровой рамки фильмового канала. Киносъёмочные аппараты, специально рассчитанные на широкоэкранную съёмку, дополнительно комплектовались дезанаморфотной лупой, позволяющей оператору наблюдать в видоискателе изображение в нормальных пропорциях.

### CinemaScope и его клоны
Самой известной анаморфированной системой, использующей стандартную 35-мм киноплёнку, стал «Синемаскоп», ранние версии которого до 1964 года имели соотношение сторон экрана 2,55:1, поскольку совмещённые фильмокопии обладали только магнитной фонограммой, записываемой на четырёх дорожках. 
В СССР был разработан свой анаморфированный стандарт, получивший отечественное название «широкоэкранный» («Широкий экран»), а за рубежом известный, как SovScope. 
После перестройки выпуск отечественной киноаппаратуры был свёрнут, и система SovScope уступила своё место западным аналогам, главным образом, «Панавижн», полностью совпадающим по техническим параметрам с «Широким экраном». У зарубежных киносистем также осталось только маркетинговое значение, поскольку необходимость международной стандартизации привела к появлению единого формата унифицированной фильмокопии, совпадающей своими параметрами с большинством широкоэкранных систем с анаморфированием.

## Достоинства
По сравнению с кашетированными широкоэкранными форматами, появившимися одновременно, анаморфированные системы обеспечивали гораздо более высокое качество изображения и мелкое зерно за счёт большей площади кадра и рационального использования киноплёнки. На кашетированных фильмокопиях значительная часть площади расходуется на широкий межкадровый промежуток, тогда как при анаморфировании для изображения используется практически весь стандартный шаг кадра 19 мм.
В то же время использование 35-мм киноплёнки даёт огромное преимущество перед широкоформатными киносистемами, требующими дорогостоящего нестандартного оборудования для демонстрации фильмов в кинотеатрах. При показе анаморфированной фильмокопии возможно использование обычного кинопроектора, оборудованного анаморфотной насадкой на объектив. Исключение мог составлять «Синемаскоп» из-за нестандартной перфорации и четырёхканальной магнитной фонограммы. Однако незначительная доработка стандартных кинопроекторов, рассчитанных на классический формат, позволяла демонстрировать широкоэкранные фильмы в этом стандарте. В итоге широкие форматы проиграли анаморфированным, сохранившим своё распространение, как прокатный формат, до сегодняшнего дня.

## Артефакты
Оптическое изображение, даваемое анаморфотными объективами, обладает некоторыми особенностями, несвойственными традиционной оптике. Самый заметный эффект — форма бликов, даваемых объективами от ярких источников света. У цилиндрической оптики такие блики имеют овальную, а не круглую форму и могут давать дополнительную подсветку в виде длинных горизонтальных линий, чаще всего синего цвета. Такие блики можно увидеть, например, в фильме «Звёздный путь» Дж. Дж. Абрамса, снятом в формате «Панавижн». Они трудноустранимы и очень видимы на экране, особенно в ночных сценах, содержащих множество светящихся огней и автомобильных фар. Кроме того, анаморфотной оптике свойственна «цилиндрическая перспектива», особенно заметная при небольших фокусных расстояниях съёмочного объектива. При этом линии, параллельные плоскости кадра, часто отображаются кривыми, выгнутыми наружу экрана в центре. Эффект является разновидностью бочкообразной дисторсии.
На экране анаморфированное изображение также можно визуально отличить от обычного по точечным источникам света, отображаемым не в фокусе. В отличие от изображения, снятого сферической (аксиально-симметричной) оптикой и отображающего такие источники пятнами круглой формы, анаморфированное даёт овальное изображение светящихся точек, растянутое по вертикали. Это следствие нестандартного хода лучей в цилиндрической оптике. 
Наиболее неприятный артефакт назывался в Голливуде «гримасы» (англ. Anamorphic mumps) и представлял собой искажение лица актёра при съёмке крупных планов с небольших расстояний. В ранних фильмах, снимавшихся анаморфотной оптикой, из-за этого эффекта избегали крупных планов. Явление объясняется непостоянством коэффициента анаморфирования, зависящего от дистанции фокусировки объектива. Этот вид дефекта проявлялся, главным образом, при использовании анаморфотных насадок на сферический объектив и был менее заметен при использовании специальных анаморфотных объективов, содержащих цилиндрические элементы внутри. Избавиться от этого искажения смогла компания «Панавижн» (англ. Panavision), сконструировавшая семейство анаморфотных объективов, скорригированных от «гримас». Успех фирмы в разработке анаморфотной оптики, свободной от большинства искажений, привёл к тому, что название «Синемаскоп» уступило место бренду «Панавижн». Кроме искажений изображения, анаморфотная оптика по сравнению со сферической характеризуется сниженной на 10—15% разрешающей способностью и более низким светопропусканием.
В современном кинематографе анаморфированные форматы используются, главным образом, для фильмокопий. Съёмка таких фильмов, чаще всего, ведётся по технологии «Супер-35» сферическими объективами, свободными от артефактов. Анаморфирование производится цифровым способом при создании мастер-копии Digital Intermediate для вывода на плёнку. В случае изготовления копий фильма для цифрового показа, анаморфирование не требуется, поскольку проекция широкоэкранного кадра 2,39:1 ведётся сферическим объективом.
Однако большинство артефактов анаморфотной оптики за несколько десятилетий стали настолько привычны кинозрителям, что воспринимаются как часть «кинематографического видения». Поэтому некоторые режиссёры и операторы-постановщики используют анаморфотную оптику специально, чтобы придать изображению «синемаскопический» вид. В этих случаях съёмка ведётся в анаморфированном формате цилиндрической оптикой.

## Правильное соотношение сторон
Разные источники оперируют как минимум тремя значениями соотношения сторон анаморфированных форматов: 2,35:1, 2,39:1 и 2,4:1. Все эти значения относятся к одним и тем же киносистемам, несмотря на отличия. Кадрик негатива, снятого с анаморфированием в любой системе, обладает соотношением сторон 1,175:1, что с учётом двукратного анаморфирования соответствует соотношению сторон экрана 2,35:1. Разница появляется при проекции фильмокопии за счёт размеров кадрового окна проектора или соотношения сторон цифрового фильма. Оригинальные 2,35:1 требовали настолько узкого межкадрового промежутка в 0,8 мм, что любые монтажные склейки негатива становились видимы на экране. Ещё хуже обстояло дело в случае склейки обрыва фильмокопии, которая выглядела как вспышка, неприятная зрителям. Поэтому в 1970 году SMPTE установила новый единый стандарт PH22. 106-1971 для 35-мм широкоэкранных кинопроекторов, уменьшив высоту кадрового окна до 17,8 мм, которое с тех пор соответствует соотношению сторон 2,39:1. В результате межкадровый промежуток фильмокопии стал достаточно большим, чтобы при аккуратной склейке «спрятать» её следы за кадровой рамкой. Стандарт SMPTE 195-1993, действующий до сегодняшнего дня, введён в августе 1993 года, чтобы стандартизировать ширину кадра анаморфированных и кашетированных фильмокопий, которая с тех пор соответствует 21 мм в обоих случаях. Высота анаморфированного кадра также изменена до 17,5 мм, обеспечивая то же соотношение сторон экрана 2,39:1, которое иногда округляют до 2,4:1.

## Системы с увеличенным кадром
Отдельную страницу в истории развития широкоэкранных форматов с анаморфированием занимают форматы с кадром, превосходящим по размерам кадр классического и традиционного широкоэкранного форматов. Такие системы появились как попытка улучшить качество широкоэкранного изображения и уменьшить его зернистость, используя негатив большей площади.

### Technirama
Система «Технирама» (англ. Technirama) была разработана итальянским отделением компании «Техниколор» на основе формата «Виставижн» (англ. VistaVision), и использовала такой же кадр с шагом в 8 перфораций, расположенный по всей ширине между перфорациями вдоль стандартной киноплёнки шириной 35-мм, но анаморфированный с коэффициентом 1,5. За счёт использования зеркального анаморфота «Дельрама» вместо общепринятого в других киносистемах линзового, «Технирама» была практически полностью избавлена от хроматической аберрации, давая резкое изображение даже в углах экрана. Соотношение сторон кадра контактной фильмокопии составляло 2,42:1, но в этом формате печатались небольшие тиражи. Более широкое распространение получила оптическая печать копий с уменьшенным поперечным кадром и дополнительным анаморфированием с коэффициентом 1,33×. Размеры такого кадра соответствовали формату «Синемаскоп»: 21,3×18,6 мм с соотношением сторон 2,35:1. Контактные копии имели одноканальную оптическую фонограмму, записанную по псевдостереофонической системе «Перспекта». Одним из фильмов, снятых по системе «Технирама», стала первая часть комедийной серии «Розовая пантера».

### Super Technirama 70 (1959)
Технология «Супер Технирама 70» (англ. Super Technirama 70) существовала как комбинация широкоформатных фильмокопий и широкоэкранной системы «Технирама». Печать фильмокопий производилась оптическим способом на 70-мм киноплёнке с дезанаморфированием. Фильм снабжался шестиканальной магнитной фонограммой, нанесённой на киноплёнку. Технические параметры такой фильмокопии совпадали с форматами «Тодд-АО» и «Супер Панавижн 70», а часть из них печаталась с предыскажённым кадром для демонстрации на сильно изогнутый экран типа «Синерама». Первым фильмом, напечатанным по такой технологии, стал мультфильм «Спящая красавица» Уолта Диснея. С отказом от применения для съёмки продольного кадра 35-мм киноплёнки использование формата прекращено.

## Суперскоп и Технископ
Недостатки и дороговизна тяжёлой анаморфотной оптики привели к созданию производственных форматов, рассчитанных на съёмку сферическими объективами с последующей оптической печатью анаморфированных фильмокопий формата «Синемаскоп» и его вариантов. Две самых известных технологии называются «Технископ» и «Суперскоп».
Последняя со временем трансформировалась в современную универсальную киносистему «Супер-35».

## Широкоформатные системы с анаморфированием
Наряду с широкоэкранными системами на 35-мм киноплёнке, существуют анаморфированные форматы, использующие широкую плёнку 70 мм. Последние можно отнести к широкоформатному кино. На киноплёнке шириной 70 мм изготавливались, например, анаморфированные фильмы в формате «Ультра Панавижн 70» (англ. Ultra Panavision 70). 
Применение анаморфирования кадра большого размера могло давать изображение с очень большим соотношением сторон, вплоть до 3:1, близким к панорамным киносистемам. Однако дальнейшего развития эти форматы не получили вследствие дороговизны и основными форматами с анаморфированием остались «Синемаскоп» и его разновидности, использующие стандартную киноплёнку шириной 35 мм.

## Цифровое кино
Современный цифровой кинематограф предусматривает два основных соотношения сторон экрана: Flat (1,85:1), соответствующий кашетированным форматам, снимаемым сферической оптикой, и Scope (2,39:1), повторяющий форматы, снятые анаморфотной оптикой. Цифровые кинокамеры, оснащёнными сенсором «Супер-35», позволяют снимать как в этом формате, рассчитанном на использование сферических объективов, так и в одном из анаморфированных форматов при помощи анаморфотной оптики. Последняя технология предполагает дальнейшее цифровое дезанаморфирование изображения в случае изготовления цифровой копии фильма, поскольку в цифровых кинопроекторах используется сферическая оптика. В конце 2000-х годов появилась тенденция выпуска анаморфотных объективов с нестандартным коэффициентом анаморфозы 1,3× вместо 2,0× для цифровых кинокамер, оснащённых сенсором формата 16:9. Это стало возможным потому, что при цифровой постобработке могут быть использованы любые коэффициенты дезанаморфирования. В то же время съёмочная оптика с коэффициентом 1,3×, впервые выпущенная компанией «Vantage», позволяет наиболее эффективно использовать площадь матрицы 16:9 при сохранении большинства эффектов анаморфотных объективов. Известны примеры использования анаморфотной оптики для создания изображения с конечным соотношением сторон 1,85:1. Так, оператор-постановщик фильма «Бьютифул» Родриго Приета одним из первых использовал анаморфотные объективы для съёмки такого кадра.